# St.-Jakobus-Kapelle (Nonnenhorn)

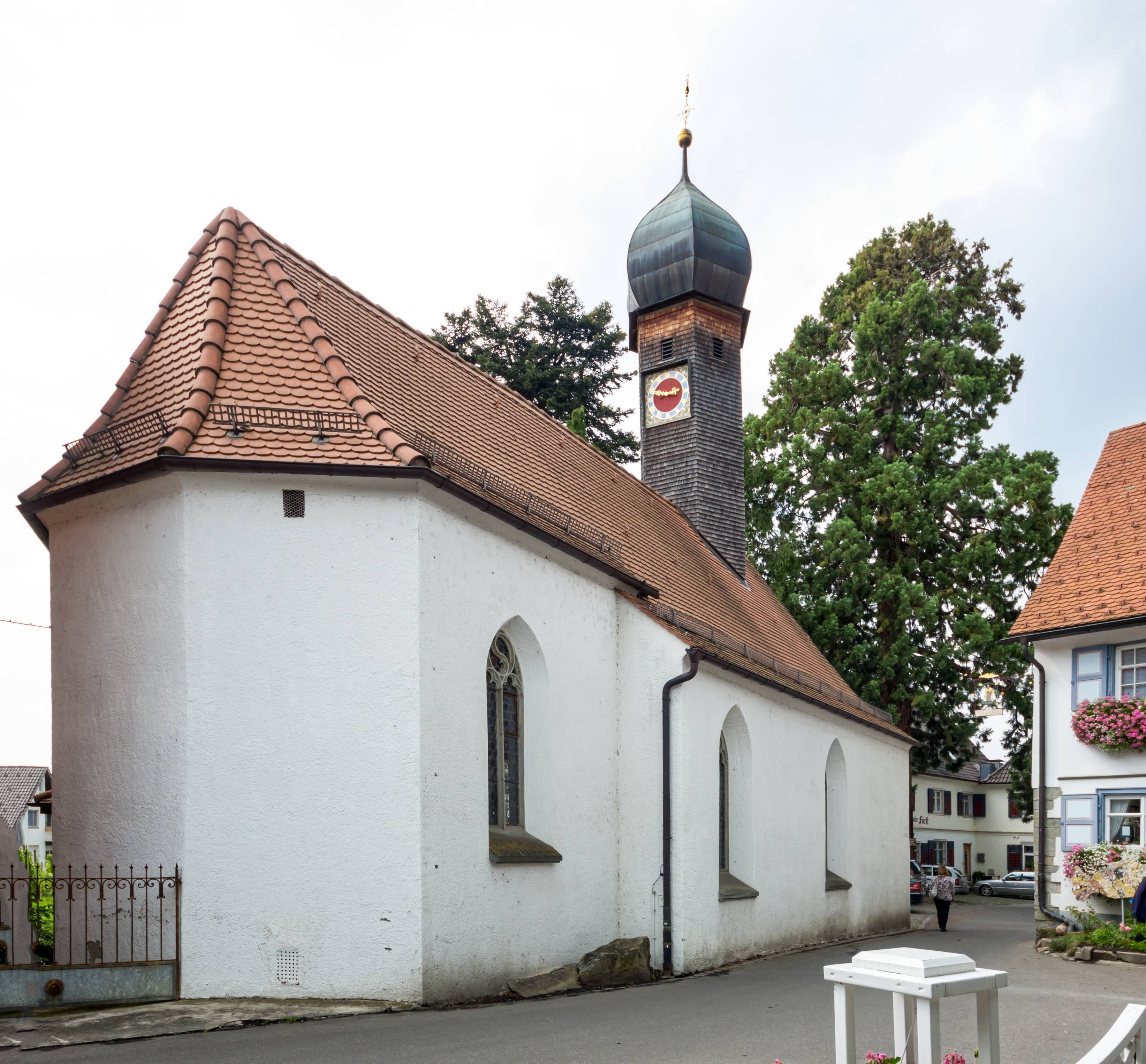
Die St.-Jakobus-Kapelle in Nonnenhorn, Außenansicht

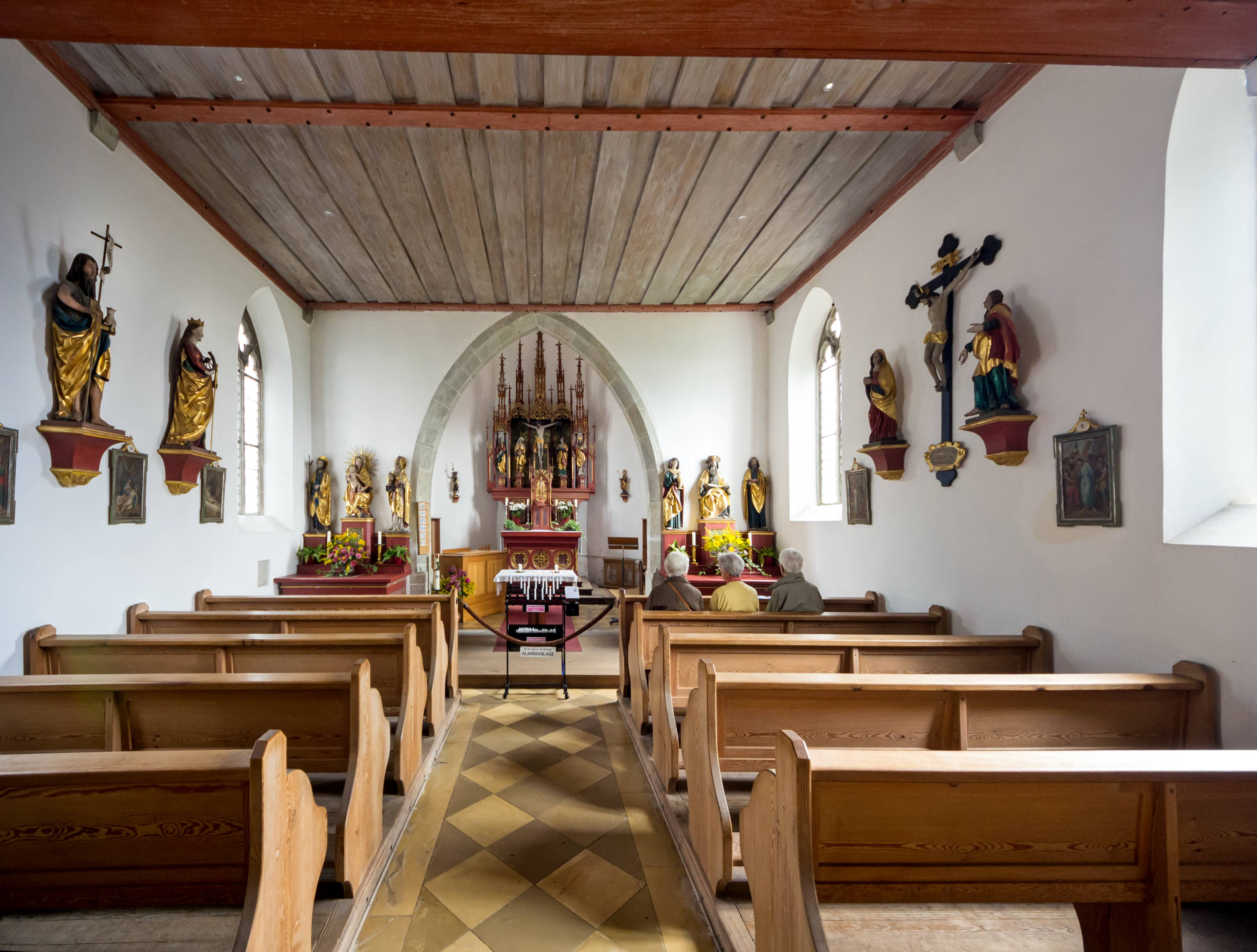
Innenraum

Die St.-Jakobus-Kapelle steht in Nonnenhorn, einer Gemeinde im schwäbischen Landkreis Lindau (Bodensee) in Bayern. Die römisch-katholische Kapelle ist nach Jakobus dem Älteren, dem Schirmherr der Pilger benannt und in der Liste der Baudenkmäler in Nonnenhorn als Baudenkmal unter der Nummer D-7-76-120-4 eingetragen.

## Beschreibung
Die spätgotische Saalkirche aus dem 15. Jahrhundert wurde mehrfach umgebaut. Sie besteht aus einem Langhaus und einem eingezogenen, dreiseitig geschlossenen Chor im Südosten, die beide mit spitzbogigen Maßwerkfenstern ausgestattet sind. Dem Langhaus wurde 1690 ein verschindelter, sechseckiger Dachreiter aufgesetzt, der den Glockenstuhl beherbergt, und mit einer Zwiebelhaube bedeckt. Der Innenraum des Langhauses ist mit einer Holzbalkendecke überspannt, der des Chors mit einem Tonnengewölbe.
Zur Kirchenausstattung gehört ein neugotischer Hochaltar. An den Wänden befinden sich geschnitzte Skulpturen, zum Beispiel Johannes der Täufer und Katharina von Alexandrien, die dem Meister des Imberger Altars zugewiesen werden. Eine Kreuzigungsgruppe stammt aus dem Jahre 1646. Der 1805/10 entstandene Kreuzweg wird Andreas Brugger zugeschrieben.